# Zębiełek afrykański
Zębiełek afrykański (Crocidura foxi) – gatunek owadożernego ssaka z rodziny ryjówkowatych (Soricidae). Występuje w Burkina Faso, Czadzie, Wybrzeżu Kości Słoniowej, Ghanie, Gwinei, Mali, Nigerii, Senegalu i Sudanie. Prawdopodobnie występuje również Beninie, Republice Środkowoafrykańskiej, Gambii i Togo. Zamieszkuje głównie wilgotne sawanny i obrzeża lasów. Ssak ten spotykany jest również na plantacjach trzciny cukrowej i innych terenach rolniczych. Niewiele wiadomo na temat ekologii tego ssaka. W Czerwonej księdze gatunków zagrożonych Międzynarodowej Unii Ochrony Przyrody i Jej Zasobów został zaliczony do kategorii LC (najmniejszej troski). Nie ma poważniejszych zagrożeń dla całości populacji tego ssaka. Jedynie niektóre lokalne populacje mogą być zagrożone wskutek utraty siedlisk.